# Джоголь
Джоголь — перевал в Украинских Карпатах. Расположен в Вижницком районе Черновицкой области, на водоразделе рек Сучава и Яловичера. Высота — 1155 м. Перевалом проходит автодорога местного значения, которая соединяет сёла Шепот и Верхний Яловец. Дорога отсыпана щебнем. Подъём сопровождается крутыми серпантинами. Особенно внимательным нужно быть на спуске с перевала: гравий и большие груды камней, особенно в дождливую погоду, делают спуск опасным для автомобилей и велосипедистов.